# Casa del Narkomfin
La casa del Narkomfin (in russo Дом Наркомфина?, Dom Narkomfina) è un edificio residenziale situato a Mosca. Realizzato tra il 1928 e il 1930 dalla collaborazione fra gli architetti Moisej Ginzburg e Ignatij Milinis e l'ingegnere Sergej Prochorov, è considerato un capolavoro dell'architettura d'avanguardia e, maggiore esempio di condensatore sociale dell'epoca, rappresentò un esperimento di tipologia residenziale di transizione dagli edifici di tipo tradizionale (borghese) verso la comune socialista. Venne realizzato su mandato del Commissariato del popolo alle finanze (Narkomfin), al quale deve la propria denominazione, e a partire dal 1931 vi si insediarono numerosi esponenti della nomenklatura sovietica, tra cui il capo del Narkomfin Nikolaj Aleksandrovič Miljutin, egli stesso architetto, che progettò personalmente il proprio appartamento, Nikolaj Krylenko e Vladimir Antonov-Ovseenko, oltre allo stesso Moisej Ginzburg.
Parzialmente abitato fino a tempi recenti, l'edificio, sostanzialmente in rovina, è bisognoso di lavori di restauro. Il difficile percorso di recupero interessò anche la stampa italiana e nel 2016 un articolo di The Moscow Times ricostruì il complesso processo dell'affidamento dei lavori di restauro, non privo di complicazioni.